# William A. Owens

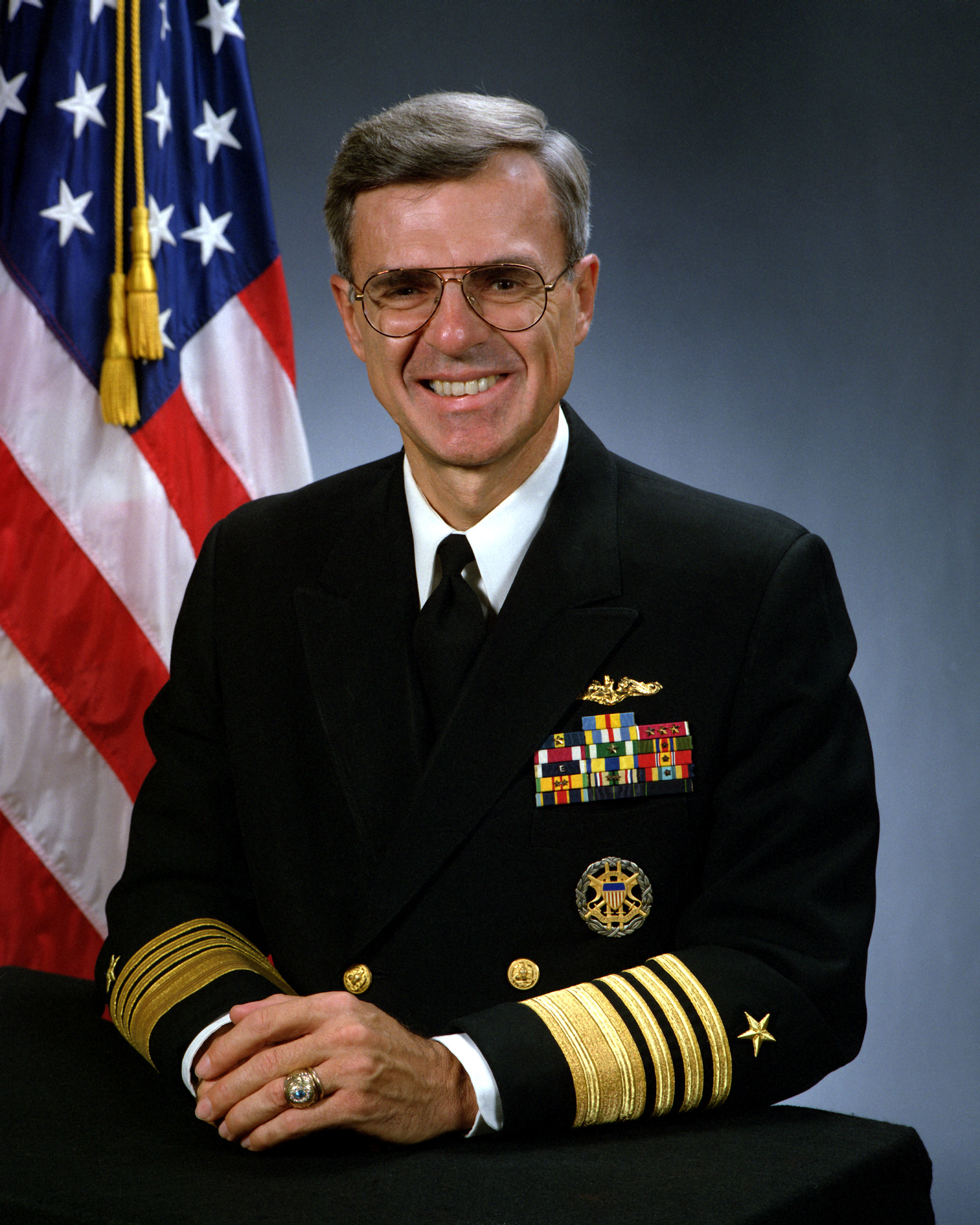
Admiral William A. Owens

William Arthur Owens (* 8. Mai 1940 in Bismarck, North Dakota) ist ein ehemaliger US-amerikanischer Admiral der US Navy, Stellvertretender Vorsitzender der Joint Chiefs of Staff sowie Wirtschaftsmanager.

## Biografie
Nach dem Schulbesuch studierte er Mathematik an der US Naval Academy in Annapolis und erwarb dort einen Bachelor of Science (B.S. Mathematics). Im Anschluss trat er in die US Navy ein und gehörte dieser bis 1996 an. Ein Postgraduiertenstudium der Politikwissenschaft, Philosophie und Wirtschaft an der Oxford University beendete er mit einem Bachelor of Arts (B.A.) sowie mit einem Master of Arts (M.A. Politics, Philosophy and Economics). Ein weiteres Postgraduiertenstudium im Fach Management an der George Washington University schloss er mit einem weiteren M.A. Management ab.
1990 wurde er als Admiral Kommandeur der 6. US-Flotte im Mittelmeer. Im Anschluss war er von 1992 bis 1994 Stellvertretender Chef der Marineoperationen (Deputy Chief of Naval Operations). Am 1. März 1994 wurde Admiral Owens Stellvertretender Vorsitzender der Vereinigten Stabschefs (Joint Chiefs of Staff) und behielt diesen Posten bis zu seiner Versetzung in den Ruhestand am 27. Februar 1996.
Anschließend wechselte er in die Privatwirtschaft, wo er als Manager tätig wurde. Als solcher war er Vorstandsmitglied von AEA Investors, Daimler-Chrysler und Polycom. Zwischen 1999 und 2003 war er Vizevorsitzender und Co-CEO der Teledesic Corporation sowie danach bis 2004 deren CEO. Anschließend war er zwischen 2002 und 2005 Vorstandsmitglied und zugleich 2004 und 2005 CEO von Nortel. Darüber hinaus war er zeitweise Präsident, Vizevorsitzender und Chief Operating Officer (COO) von Science Applications International Corporation (SAIC).
Seit 2006 ist William Owens Vorstandsvorsitzender des Kommunikationsunternehmens Embarq sowie Vorstandsmitglied von Wipro Limited. Daneben ist er Mitglied des Council on Foreign Relations und Treuhänder (Trustee) der Carnegie Corporation of New York.
Zusammen mit Edward Offley war er Autor des im Jahr 2000 erschienenen Buchs Lifting the Fog of War.